# Parafia Najświętszej Maryi Panny Wspomożycielki Wiernych w Ciechowie
Parafia Najświętszej Maryi Panny Wspomożycielki Wiernych w Ciechowie znajduje się w dekanacie Środa Śląska w archidiecezji wrocławskiej. Obsługiwana przez księży Salezjanów. Erygowana w 1982 r. Księgi metrykalne prowadzone od 1979 r.

## Wspólnoty i Ruchy
- Żywy Różaniec,
- Straż Honorowa,
- Koło Dzieci Maryi,
- Schola,
- Eucharystyczny Ruch Młodych,
- Lektorzy,
- Ministranci[1]

## Zgromadzenia i zakony
Księża Salezjanie